# Constance de Théis
Constance Marie de Théis (Nantes, 7 de septiembre de 1767- París, 13 de abril de 1845) fue una poetisa y escritora francesa. Tras su primer matrimonio se la conoció como Pipelet de Leury. En su segundo matrimonio se convirtió en princesa, después en condesa (1803) y de nuevo en princesa de Salm-Dyck (1816).

## Biografía
La familia paterna de Constance de Théis era originaria de Picardía, mientras que su familia materna procedía de París. Su padre se ocupó de la administración de Aguas y Bosques de Nantes, después fue procurador real desde 1772 hasta 1774 en Chauny y finalmente terminó como administrador de la fábrica de cerámica de Sinceny. Mientras que su madre, Anne Marie Quillau, nació en el seno de una familia de mercaderes de telas de Saint-Germain-l’Auxerrois, París. Sus padres se casaron en la parroquia de ese mismo barrio el 18 de diciembre de 1764. Constance de Théis se crio con su hermano Alexandre, dos años mayor que ella. Su padre se esforzó en ofrecerles una buena educación. Constance de Théis se dio a conocer a la edad de dieciocho años gracias a unos poemas publicados en el Almanach des Muses, concretamente con un romance titulado Bouton de rose, cosechando un éxito considerable. Diez años más tarde, Pradher puso música a esos versos que Jean Garât interpretaría en los salones del Directorio en honor a Joséphine Bonaparte. Constance de Théis fue apodada por Marie-Joseph Chénier «la Musa de la Razón» y también fue llamada «el Boileau de las mujeres».
Se casó el 20 de abril de 1789 en Sinceny-Autreville con un cirujano de hernias: Jean Baptiste Pipelet de Leury, nacido en la parroquia de San Sulpicio de París el 5 de mayo de 1759. De esa unión nació el 27 de enero de 1790 Agathe Clémence Pipelet (Clémence para su madre). Jean Baptiste Pipelet era hijo de François Pipelet (nacido el 27 de junio de 1723 en Coucy - fallecido el 14 de octubre de 1809 en Coucy), también cirujano de hernias, médico de Louis XVI y del delfín en la torre del Temple. Fue además médico de Marie Geneviève Suret y del alcalde de Coucy-el-Chateau-Auffrique durante 30 años.François Pipelet era amigo de Jean Joseph Sue, otro cirujano y padre de Eugène Sue de Leury. 
En 1793, bajo el Terror, Constance de Théis cambió la capital por el pequeño castillo familiar de Aventure en Autreville. Permaneció allí cerca de un año, año que aprovechó para cuidar de su hija y escribir Sapho, su primera tragedia lírica en verso. Con música de Martini, el estreno tuvo lugar el 17 de diciembre de 1794 en el teatro de los Amigos de la Patria. La obra se interpretó más de cien veces, respaldada por la crítica. Fue desde 1795, cuando comenzó a ser conocida en los círculos artísticos y culturales de París. La calidad del elogio fúnebre que pronunció en honor a su padre incita a Sedaine, al geógrafo Edme Mentelle y a Gaviniès entre otros a pedirle que pronunciase sus panegíricos. Su primo Paul-Louis Courier escribe: 

«dan ganas de estar muerto siendo tu amigo; me encomiendo a ti para mi elogio.»Mujer comprometida, apasionada, de cualidades literarias reconocidas, su éxito eclipsa a algunos hombres de letras de renombre.

En 1797, en su Épître aux femmes, se hace eco de un famoso poeta de la época, Ponce-Denis Écouchard-Lebrun, quien animaba a las mujeres a quedarse en la sombra en uno de sus poemas: «¿Quiere usted parecerse a las Musas? Inspire, pero no escriba». La respuesta de Constance  provoca verdadero entusiasmo del mundo intelectual y del pueblo en general, quienes la paran por la calle para aclamarla . Reclama de manera lógica y razonada una igualdad en armonía entre hombres y mujeres en la educación y en las tareas diarias con un enfoque feminista menos reivindicativo que el de Olympe de Gouges. Encontramos en la epístola: «Ha llegado la hora, Mujeres despertad...», «Diferencia no es  inferioridad.»
El 1 de noviembre de 1797 se estrena L'Hymne sur la Paix, letra de la ciudadana Constance Pipelet, música de Méhul. Bonaparte recordará a esta poetisa que llama a los franceses a celebrarlo, a él, que devolvió la paz y la felicidad a Francia: «Gloria al vencedor de Italia».
En 1799, se divorcia de Jean-Baptiste Pipelet. Cinco años después de su primer éxito en el mundo del teatro, Constance Pipelet lanza una nueva obra. Pero esta vez, su pieza Camille no gustó y no llega a ser publicada.
Alrededor de 1800, Stendhal lo rememora en Vie de Henri Brulard, después de ser invitado por su primo Pierre Daru a una sesión de la asociación de poesía presidida por Constance Pipelet: 

Eran las siete y media de la tarde, los salones estaban profusamente iluminados. La poesía me horrorizó ¡qué diferencia con Ariosto y Voltaire! Era algo burgués y ramplón (¡qué buena escuela poseía yo ya!), pero yo admiraba y deseaba el escote de Mme. Constance Pipelet que leyó una obra en verso. Se lo dije a ella más tarde; entonces estaba casada con un pobre diablo, cirujano de hernias, y yo le hablé en casa de la condesa Beugnot cuando ella era princesa de Salm-Dyck, según creo. Contaré su matrimonio que estuvo precedido por dos meses de estancia en casa del príncipe de Salm, con su amante, para ver si el castillo no le desagradaba; y el príncipe, al que no engañaba pero que lo sabía todo, pasaba por ello y con razón.
Vida de Henry Brulard, Stendhal

El 14 de diciembre de 1803, «debido a las relaciones de carácter y alma que existen entre nosotros», Constance de Théis se casó en segundas nupcias con Joseph de Salm-Reifferscheidt-Dyck, divorciado desde el 3 de septiembre de 1801 de Maria Theresa von Hartzfeld. El origen de esta familia de príncipes alemanes se remonta al siglo IX. Joseph de Salm es entonces diputado del departamento del Roer, canciller de la Legión de Honor, conde del Imperio (será armado caballero el 3 de junio de 1805, lo que le hará perder su título original de príncipe que recuperará más tarde, en 1816) y jefe de la Casa Salm-Dyck (provincia en la orilla izquierda del Rin). Además de sus funciones políticas, es un botánico consumado: describirá en su vida cerca de 1 500 especies de cactus y escribirá varios libros sobre plantas carnosas.
Joseph y Constance de Salm pasarán el tiempo entre la finca de Dyck (Aquisgrán) y París, donde reciben muchas visitas. En 1806, el príncipe de Salm compra el castillo de Ramersdorf. Luego, en abril de 1809 adquiere el hotel de Ségur, en el 97 de la calle del Bac de París, construido en 1722 para ser alquilado (en 1726 al mariscal de Gramont, en 1732 a Le Pelletier de La Houssaye, administrador de Finanzas, en 1738 a François-Mathieu Molé, marqués de Champlâtreux, presidente del Parlamento). Más tarde lo heredarían los Ségur, después fue embargado en 1793 y luego sería vendido varias veces. Su estado impuso una importante restauración, llevada a cabo desde 1809 hasta finales de 1811; en el salón de visitas y el de música se instalaron unos techos pintados —llamados «arabescos»– por el grabador Nicolás Ponce, que han permanecido intactos y de los cuales no se conocerán otros ejemplos en París (clasificados en 1982). El herrero Thomire proporciona los herrajes (pomos de puertas y cremonas de ventanas) y adornos para chimeneas.Allí, la pareja dirige hasta 1814 un salón literario, académico y aristocrático que tuvo una gran influencia en las elecciones a la Academia; hicieron decorar la primera planta (vestíbulo, salón, biblioteca) en estilo Imperio (v. 1810) por el arquitecto Antoine Laurent Vaudoyer y el pintor Jean-Jacques Lagrenée. Hasta 1824, la condesa mantiene un salón literario brillante. Estaba vinculada a su primo Paul-Louis Courier, que le había dedicado en 1803 su primera obra, Éloge d'Hélène, traducido de Isócrates. Recibía también en su salón a Alejandro Dumas, La Fayette, Talma, Jussieu, Alexander von Humboldt, a artistas como Girodet, Grétry, Houdon, Augustin Pajou, Pierre-Narcisse Guérin, Carle Vernet, etc. Su salón, muy ecléctico, estaba abierto tanto a los Idéologues como a los liberales de la Década filosófica, el vecindario de Saint-Germain acogía a la nobleza del Imperio, y muchos francmasones de la «Logia de las Neuf Sœurs» se reunían allí. Constance de Salm continúa su actividad de mujer de letras: Épître à un jeune auteur sur l’indépendance et les devoirs de l’homme de lettres (1806), Épître sur les inconvénients du séjour à la campagne (1806), Mes amis, poema inspirado en primera instancia por Girodet (1807), Épître à un vieil auteur mécontent de se voir oublié (1809), Épître à l’Empereur Napoléon (16 février 1810), Discours sur les voyages (1811), Épître sur la rime (1812), Épître sur la philosophie à un misanthrope qui se croit philosophe (1814). Entre estos trabajos, la epístola a Napoleón, dirigida al Señor de Méneval, su secretario, fue redactada para atraer la atención del emperador sobre la injusticia flagrante de los artículos que trataban del adulterio en el código penal que el Consejo de Estado acababa de adoptar: «¿Qué mano ha trazado ese artículo tan bárbaro?». Ironiza sobre las desafortunadas consecuencias de un marido celoso que vería amantes por todas partes y reclama los mismos derechos y obligaciones para hombres y mujeres: «¿Con qué derecho un esposo pretende castigar en nosotras lo que se le excusa a él?». Durante un encuentro en las Tullerías, Napoleón le dice que había leído sus versos, que tenía razón y que «estaba bien, estaba muy bien» [el haber reaccionado]. Expresará al Consejo de Estado su preferencia por el mutismo de la legislación anterior sobre «esta cuestión de canapé», pero como el texto ya había sido publicado, no se llegó a modificar.

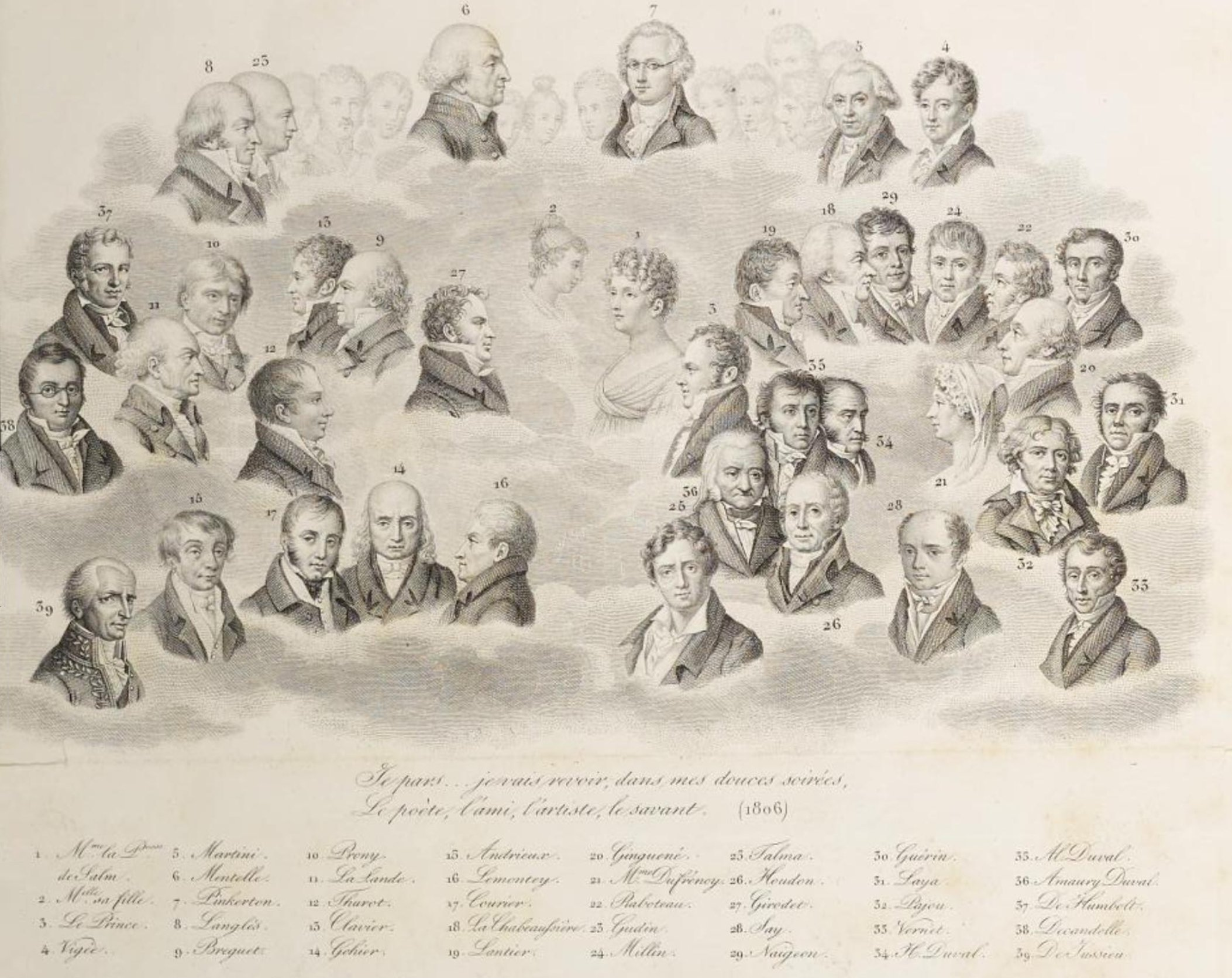
Une soirée chez la princesse Constance de Salm en 1806, grabado de Ambrosio Tardieu a partir de un dibujo de Antoine Chazal

Los principales invitados al salón de Constance fueron dibujados por Antoine Chazal, con vistas a la edición de un grabado, Une soirée chez la princesse Constance de Salm en 1806, que muestra 39 personajes identificados por un número y una leyenda: 
- 1 la princesa de Salm / 2 su hija / 3 el príncipe de Salm / 4 Vigée /  5 Martini / 6 Mentelle / 7 Pinkerton / 8 Langlois (¿Louis-Mathieu Langlès?) / 9 Breguet / 10 Prony / 11 La Lande / 12 Thurot / 13 Clavier / 14 Gohier / 15 Andrieux / 16 Lemontey / 17 Courrier / 18 La Chabeaussière / 19 Lantier / 20 Ginguené / 21 Sra. Dufresnoy / 22 Raboteau  / 23 Gudin / 24 Millin / 25 Talma / 26 Houdon / 27 Girodet /  28 Say / 29 Naigeon / 30 Guérin / 31 Laya / 32 Pajou / 33 Vernet / 34 H. Duval / 35 Ale Duval / 36 Amaury Duval / 37 De Humboldt / 38 Decandelle / 39 de Jussieu.

El 18 de diciembre de 1813, su hija Clémence Pipelet se casa con el coronel y barón del Imperio Louis Bernard Francq (nacido el 25 de agosto de 1766 en Auxonne - fallecido el 4 de diciembre de 1818 en París). La pareja tendrá tres hijos.
Tras el Tratado de París, el Roer es restituido a Alemania y el conde Joseph se convierte en príncipe de Salm. Con el salón de la calle del Bac disperso y cercana al exemperador, Constance de Salm no es bienvenida en la corte de las Tullerías; se quedará cada vez más en Ramersdorf. En 1817 publicará su Discours sur le bonheur, y en 1818 Les Femmes Politiques donde denuncia el ostracismo sufrido por las mujeres en este ámbito. Ese mismo año, conoce en las aguas [termales] de Aquisgrán a la princesa Teresa de Mecklenburg-Strelitz convertida en princesa de Thurn und Taxis y cuñada del rey de Prusia por matrimonio. Su amistad y correspondencia ocuparán un lugar importante en la vida y obra de Constance de Salm.
A las orillas del Rin, Constance desarrolla una considerable red de correspondencia, tratando de situarse como filósofa, maestra pensadora, difundiendo sus escritos y opiniones, retomando su actividad militante en defensa de los derechos fundamentales de las mujeres, reivindicando en nombre de la razón y de la justicia el acceso a todas las funciones públicas según sus capacidades personales y no según su sexo. Recibe de vuelta una cantidad ingente de información y multitud de propuestas de colaboración. Sin embargo, liberada de toda preocupación económica, amante de su propia libertad y sobre todo queriendo seguir siendo la única dueña de su obra, rechaza adherirse a cualquier tipo de asociación. Joséphine de Théis, hija de su hermano Alexandre, escribirá en sus cuadernos que su tía era franca, dotada de una mente extraordinaria y de verdadero talento, pero la describirá como "colérica", cortante, soberbia.
En la primavera de 1820, publica en Arthus Bertrand Épître à un honnête homme qui veut devenir intrigant, expresando su indignación hacia las obligaciones tributarias de los arribistas y advenedizos con títulos de la Restauración. Todos los interesados y los hombres de política lo leyeron mientras que la prensa optó por el silencio.
El 14 de junio de 1820, su hija Clémence, viuda con 3 niños, es asesinada en el castillo de Ramersdorf por un soldado al que había rechazado en matrimonio. Las revistas locales informan de los hechos poniendo en duda la reputación de la difunta, algo que exasperó a Constance de Salm. La princesa (y amiga) Thérèse de Thurn und Taxis intervino directamente ante el rey de Prusia para que la Gaceta oficial de Berlín restableciera (29/07/1820) la verdad sobre el asesinato. Constance de Salm cesa entonces toda actividad y cae en una depresión reactiva durante varios años; la princesa Thérèse resultó ser un apoyo primordial e imprescindible. 
Hacia 1823, Constance de Salm regresa a París, se reencuentra con sus amigos y recupera el gusto por la vida de salón. En 1824, dedica Vingt-quatre heures d’une femme sensible a su amiga Thérèse. Esta obra, a la que la autora llamaba "mon petit roman" –iniciada en 1803-1804, reanudada en 1814-1815 y terminada en Ramersdorf– se compone de una serie de 46 cartas escritas, excepto una, por un amante herido y angustiado, que expresan y describen toda una paleta de sensaciones. Se convierte en un gran éxito en Francia y en otros países europeos.
En 1824, entrega a Le Moniteur universel sus Stances sur le romantique et la vieille école en las que se presenta como autora clásica y no como autora del movimiento romántico. En 1828, Didot publica Épître sur l'esprit et l'aveuglement du siècle, muy elogiada por los periódicos. Ese mismo año, decide posponer sine die Des Allemands comparés aux Français dans leurs mœurs, usages, vie intérieure et sociale considerada por los periodistas teutones como denigrante para las mujeres alemanas. En 1829, Constance de Salm publica en Aquisgrán la primera edición de 173 Pensées. La edición de Arthus Bertrand de 1835 tendrá 317. El mismo número fue publicado por Firmin Didot en la 3.ª edición de 1838. Sin embargo, encontramos 324 Pensées en el tomo 4 de sus Œuvres complètes publicadas en 1842; y 483, divididas en tres partes en la edición póstuma de 1846. Bajo la forma de pensamientos al estilo de La Bruyère, la obra obtuvo un gran éxito desde su primera edición y fue reeditada rápidamente. Trata con convicción y autenticidad la educación descuidada de las mujeres, la actitud dominante de los hombres y los principales problemas de la sociedad de la época. En 1832, Sédillot y Didot publican Épître aux souverains absolus, en la que la autora se hace eco de los disturbios y amenazas en Europa y recuerda las injusticias cometidas contra las mujeres. En 1833, Firmin Didot edita Mes soixante ans, un poema de 12 000 versos que Constance de Salm considera su obra maestra. En ella describe su vida, su historia literaria, sus luchas y su pasión por el respeto de cada uno. En 1837, Constance de Salm publica las estrofas Je mourrai comme j'ai vécu en Didot, donde reafirma sus valores de lealtad y su lucha contra la injusticia y por la igualdad entre hombres y mujeres.
Constance de Salm fallece el domingo 13 de abril de 1845 en su domicilio del 3.º bis de la calle Richer de París, que según Lemaire (véase la bibliografía) habría cambiado en 1824 por su gran hotel de la calle del Bac. Fue inhumada en un monumento funerario en primera línea del camino Monvoisin en el cementerio del Père Lachaise, división 26.

## Obras
- Sapho, ópera, música de Jean Paul Égide Martini, París, Teatro-Louvois, 14 de diciembre de 1794.
- Épître aux femmes, París, Desenne, 1797
- Rapport sur les fleurs artificielles de la citoyennes Roux-Montagnac, 1798.
- Camille, ou Amitié et imprudence, drama en 5 actos en verso, París, Théâtre-Français, 1800.
- Rapport sur un ouvrage du citoyen Théremin, intitulé : De la condition des femmes dans une république, 1800.
- Épître à un jeune auteur sur l'indépendance et les devoirs de l'homme de lettres, 1806.
- Précis de la vie de Sapho, 1810.
- Poésies, 1811, in-8.
- Poésies, 1814, in-8.
- Vingt-quatre heures d'une femme sensible, novela, 1824, in-8.  
  - Vingt-quatre heures d'une femme sensible, París, Didot, 1842
  - reeditada en 2007, Ed. Phébus  (ISBN 2752902484).
  - edición en 2012 de la lectura en audio-libro voz y arpa, Ed. Autrement dit - Les Belles Lettres (ISBN 9782874450860)
- Poésies, 1825, 2 vol. in-18.
- Fragment d'un ouvrage sur l'Allemagne, 1826.
- Pensées, Aquisgrán, 1829, in-12 : 
  - Pensées, París, Didot, 1842
  - reeditada por Jean-Baptiste Sanson de Pongerville, 1846, in-8.
- Mes soixante ans, París, Didot, 1833.
- Œuvres, París, Didot, 1835.
- Œuvres complètes, París, 1842, 4 vol. in-8

## Citas
Nos gusta la moralidad cuando somos viejos, porque da crédito a muchas de las privaciones que se han convertido en una necesidad para nosotros.
Pensées

El amor no es pues una condición inevitable de la vida, no es más que una circunstancia, un desorden, una época... ¿Qué digo? Una desgracia...  Una crisis.
Vingt-quatre heures d'une femme sensible

La conversación de las mujeres en la sociedad es como la cubierta que se utiliza para envolver la porcelana: no es nada, y sin ella todo se rompe.
Pensées

El fuego de las artes se parece al del amor; embriaga, absorbe, aísla del universo y de uno mismo.
Vingt-quatre heures d'une femme sensible

¿Qué es entonces la rima? Una cadena ligera

Que se impone la mente, que la escuela exagera;

Un encanto a medida añadido hábilmente,

Pero que no debe estorbar al arte ni al sentimiento.

## Obras relacionadas
- Su retrato se encuentra en el Instituto de Arte de Chicago; también existe un retrato suyo «en medallón» de David de Angers (fotografiado a finales de 1987 en la repisa de la chimenea de la biblioteca del hotel de la calle del Bac por Roland Beaufre - véase la bibliografía).

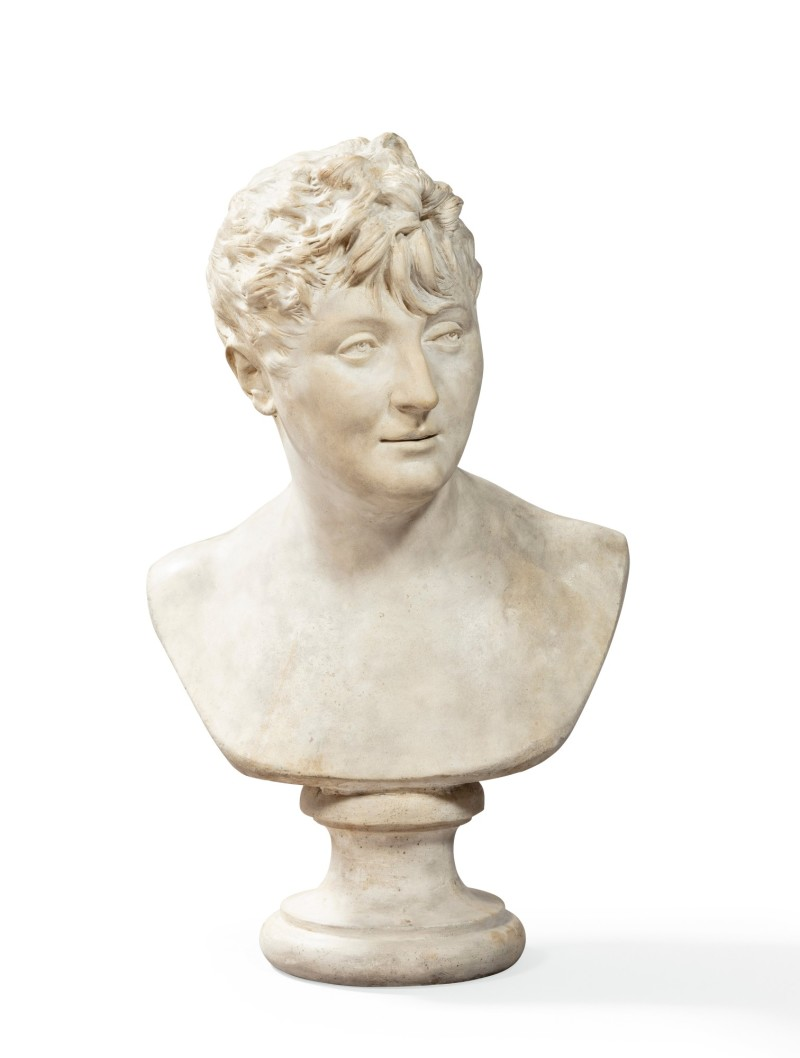
Constance de Salm, escayola original, por Jean-Antoine Houdon

- Busto por Jean-Antoine Houdon, escayola original (Sotheby's, 14 de octubre de 2021), museo del Louvre[11]

- Busto drapeado por Jean-Antoine Houdon, mármol, colección privada
- Medallón de bronce por David de Angers, museo de Bellas Artes de Angers, museo del Louvre
- Retrato dibujado por Girodet, colección privada (litografía de 1837)
- Retrato pintado por Jean-Baptiste Desoria, Instituto de Arte de Chicago
- Decoración pintada de dos salones del hotel de Salm-Dyck en París, clasificado monumento histórico
- Album amicorum de la princesa de Salm, con 66 dibujos originales, por Girodet, Jean-Jacques Lagrenée, Carle Vernet, Antoine Vaudoyer, Vivant Denon, Jean-Claude Naigeon, Joseph-Marie Vien, así como el dibujo de Antoine Chazal representando los principales comensales del salón de Constance (Sotheby's, 14 de octubre de 2021), museo del Louvre[11]